# Matrosenfleisch

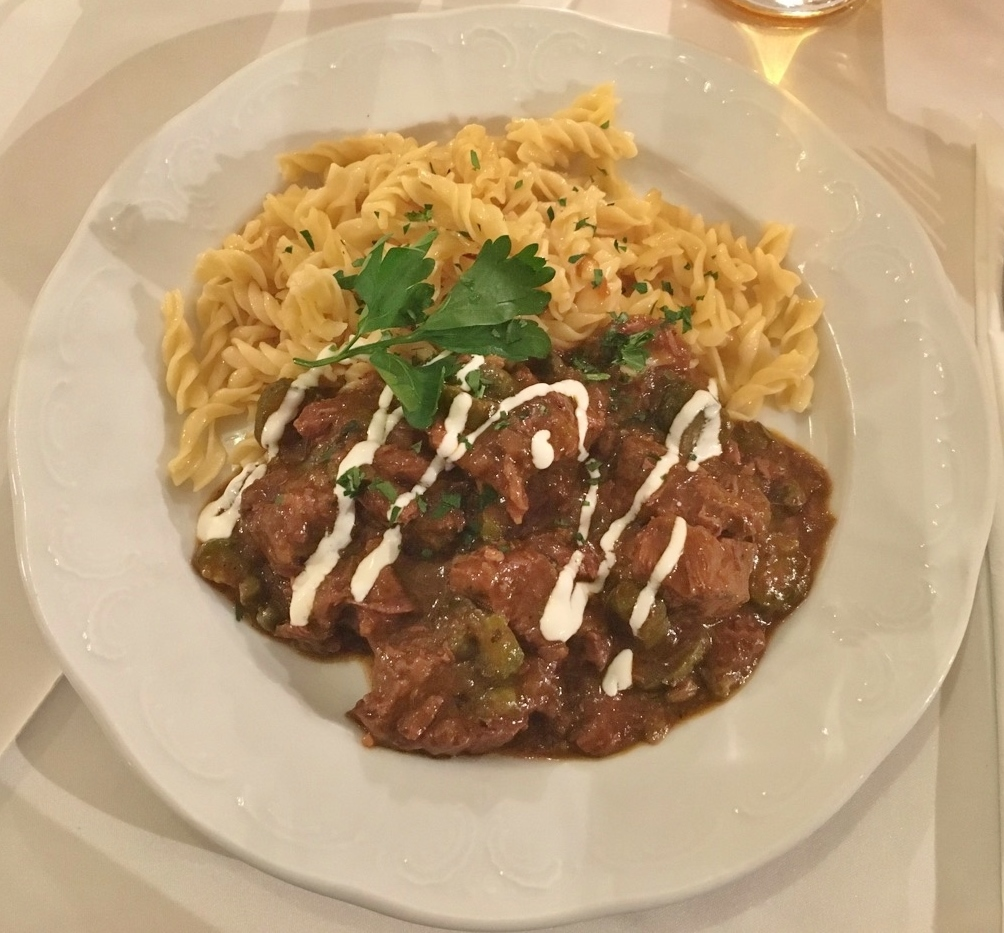
Matrosenfleisch mit Spiralnudeln

Matrosenfleisch ist ein Ragout aus Rindfleisch der Österreichischen Küche.

## Zubereitung
Franz Maier-Bruck beschreibt in seinem Werk die Zubereitung wie folgt:
Zur Vorbereitung wird mageres Rindfleisch in feine Scheiben geschnitten. Daneben wird Suppengrün mit einer Küchenreibe zerkleinert. Außerdem schneidet man Zwiebeln und vermischt sie mit Zucker. In einem Topf werden die Zwiebeln mit Fett angebraten und mit Essig abgelöscht. Anschließend gibt man das Fleisch hinzu und würzt es mit Salz, Knoblauch, Pfeffer, Majoran und Thymian. Ohne Zugabe von Flüssigkeit gart man dies dann. In einem anderen Topf erhitzt man Butter und schwitzt das Gemüse kurz an. Danach gibt man Rotwein hinzu und dünstet es wenige Minuten. Zur Hälfte der Garzeit gibt man das Gemüse zum Fleisch und füllt  es mit Wasser auf. Abschließend bindet man es mit Sauerrahm und Mehl. Als Beilage werden Nockerln empfohlen.

## Varianten
- Altwiener Matrosenfleisch, Gulasch aus Rind- und Schweinefleisch mit Gemüse[2]
- Bremer Matrosenfleisch, Ragout aus Rind- und Schweinefleisch mit Gemüse und Meerrettich. Es soll an der Wende vom 19. zum 20. Jahrhundert auf den Schiffen der Norddeutschen Lloyd zum Speiseplan gezählt haben.